# کتی لو ساموئلسون
کتی لو ساموئلسون (انگلیسی: Katie Lou Samuelson؛ زادهٔ ۱۳ ژوئن ۱۹۹۷) بازیکن بسکتبال اهل ایالات متحده آمریکا است.
وی در مسابقات کشوری و بین‌المللی در مجموع برندهٔ ۳ مدال طلا شده‌است.